# Nina Gantert

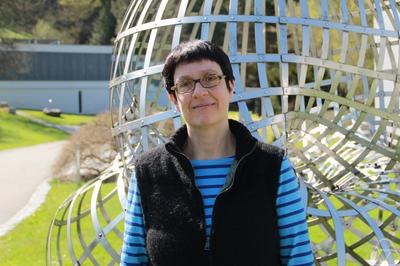
Nina Gantert (2013)

Nina Gantert (* 1962 in Zürich) ist eine deutsch-schweizerische Mathematikerin, die sich mit Wahrscheinlichkeitstheorie befasst. Sie leitet seit 2011 die Arbeitsgruppe für Wahrscheinlichkeitstheorie an der TU München.

## Werdegang
Gantert studierte von 1981 bis 1986 Mathematik an der ETH Zürich, wo sie mit Diplom abschloss, und wurde 1991 an der Universität Bonn bei Hans Föllmer promoviert (Einige große Abweichungen der Brownschen Bewegung). Nach wissenschaftlichen Stationen an der TU Berlin, wo sie sich 2000 für das Fach Mathematik habilitierte, dem Technion Haifa sowie in Paris, folgte sie einem Ruf als Professorin an das Karlsruher Institut für Technologie. 2004 nahm sie einen Ruf an die Universität Münster an und lehrte dort als Universitätsprofessorin (C4) für Mathematische Stochastik. Seit 2011 leitet Nina Gantert die Arbeitsgruppe für Wahrscheinlichkeitstheorie an der TU München.
2016 wurde sie Fellow des Institute of Mathematical Statistics (IMS).

## Forschung
Nina Gantert befasst sich insbesondere mit stochastischen Prozessen, großen Abweichungen und zufälligen Medien (und Irrfahrten darin) samt Anwendungen in Physik und Biologie.
Nina Gantert ist Mitherausgeberin des Electronic Journal of Probability und der Electronic Communications in Probability.

## Schriften (Auswahl)
- Functional Erdös-Renyi laws for semiexponential random variables, Annals of Probability, Band 26, Nr. 3, 1998, S. 1356–1369.
- mit Ofer Zeitouni: Large and moderate deviations for the local time of a recurrent Markov chain, Annales de l'Institut Henri Poincaré, Prob. et Stat., Band 34, Nr. 5, 1998, S. 687–704.
- mit F. Comets, O. Zeitouni: Quenched, annealed and functional large deviations for one-dimensional random walk in random environment, Probability Theory and Related Fields, Band 118, 2000, S. 65–144.
- mit Amir Dembo, Yuval Peres, Ofer Zeitouni: Large deviations for random walks on Galton-Watson trees: averaging and uncertainty, Probability Theory and Related Fields, Band 122, 2002, S. 241–288.
- mit Wolfgang König und Zhan Shi: Annealed deviations of random walk in random scenery, Annales de l'Institut Henri Poincaré Prob. et Stat., Vol 43, No 1, 2007, S. 147–176.
- mit N. Berger, Y. Peres: The speed of biased random walk on percolation clusters, Probability Theory and Related Fields, Band 126, 2003, S. 221–242.
- mit Yuval Peres, Zhan Shi: The infinite valley for a recurrent random walk in random environment, Annales de l'Institut Henri Poincaré, Prob. et Stat., Band 46, Nr. 2, 2010, S. 525–536.
- mit Y. Hu, Z. Shi: Asymptotics for the survival probability in a killed branching random walk, Annales de l'Institut Henri Poincaré, Probabilités et statistiques, Band 47, 2011, S. 111–129.
- mit Gérard Ben Arous, Alexander Fribergh, Alan Hammond: Biased random walks on Galton-Watson trees with leaves, Annals of Probability, Band 40, 2012, Nr. 1, S. 280–338.
- mit P. Mathieu, A.  Piatnitski: Einstein relation for reversible diffusions in random environment,  Communications on Pure and Applied Mathematics, Band 65, 2012, S. 187–228.
- mit Steven Soojin Kim, Kavita Ramanan: Large deviations for random projections of lp balls, Annals of Probability, Band 45,  2017, Nr. 6B, S. 4419–4476.
- mit X. Guo and J. Nagel: Einstein relation and steady states for the random conductance model, Annals of Probability, Band 45, 2017, Nr. 4, S. 2533–2567.